# Saison 9 de Bobino
Cet article concerne la saison 9 de la série télévisée québécoise Bobino.
L'émission est diffusée à 16 h.

## Saison 9 (1965 - 1966)
1. Les films : « Grangallo » et « Touché la tortue ».  Premier épisode de la saison.  Diffusion : le lundi 6 septembre 1965.
2. Les films : « Grangallo », « Wally Gator » et « Tintin : Objectif lune ».  Diffusion : le mardi 7 septembre 1965.
3. Les films : « Grangallo », « Wally Gator » et « Tintin : Objectif lune ».  Diffusion : le mercredi 8 septembre 1965.
4. Les films :  « Grangallo », « Wally Gator » et « Tintin : Objectif lune ».  Diffusion : le vendredi 10 septembre 1965.
5. Les films : « Grangallo », « Touché la tortue : À la rescousse de Robinson Crusoé » et « Tintin : Objectif lune ».  Diffusion : le lundi 13 septembre 1965.
6. Les films : « Grangallo », « Touché la tortue : Touché sauve son meilleur ami » et « Tintin : Objectif lune ».  Diffusion : le mardi 14 septembre 1965.
7. Les films : « Grangallo », « Wally Gator : La cure d’amaigrissement » et « Tintin : Objectif lune ».  Diffusion : le mercredi 15 septembre 1965.
8. (Décor: le magasin général[1])  Břetislav Pojar rend visite à Bobino et à Bobinette.  Bobino lui présente les autres personnages de l'émission.   Bobino demande à Tapageur de faire jouer un air de Bedřich Smetana et on peut reconnaître le poème symphonique Vltava (en allemand, la Moldau).  Břetislav Pojar explique avec le dessin d'un chat comment on fait un dessin animé et explique également comment se fait un film d'animation avec des personnages avec un squelette (armature).  En utilisant un petit calepin dans lequel il avait préalablement fait quelques dessins, Břetislav Pojar fait la démonstration d'un dessin animé.  Finalement, il dessine pour Bobinette un personnage  d'origine tchèque qui lit des contes aux enfants en Tchécoslovaquie[2].  On présente dans cet épisode deux créations de Břetislav Pojar: le dessin animé École de chats[3] et le film d'animation Le conte de la forêt[4].  Diffusion: le jeudi 16 septembre 1965.
9. Les films : « Grangallo », « Touché la tortue » et « Tintin : Objectif lune ».  Diffusion : le vendredi 17 septembre 1965.
10. Les films : « Grangallo », « Lippy le lion : La difficulté d’être le roi des animauxt » et « Tintin : Objectif lune ».  Diffusion : le lundi 20 septembre 1965.
11. Les Chœurs antiques (Décor: à l'Auberge) Bobino explique la leçon sur les chœurs antique à Bobinette, qui lui prouve sa compréhension par la méthode pratique. Une adaptation de ce texte se retrouve sur le disque: "Bobino et Bobinette vol.3 À l'auberge". Les films : « Grangallo », « Wally Gator : le patron, c’est celui qui siffle » et « Tintin : Objectif lune ».  Diffusion : le mardi 21 septembre 1965[5].
12. Les films : « Grangallo », « Hanna-Barbera : un joyeux anniversaire » et « Tintin : Objectif lune ».  Diffusion : le mercredi 22 septembre 1965.
13. Les films : « Grangallo », « Lippy le lion : les joies de la resquille » et « Tintin : Objectif lune ».  Diffusion : le jeudi 23 septembre 1965.
14. Les films : « Grangallo », « Touché la tortue : un étrange cadeau d’anniversaire » et « Tintin : Objectif lune ».  Diffusion : le vendredi 24 septembre 1965.
15. Les films : « Grangallo », « Wally Gator : entre les mains du médecin » et « Tintin : Objectif lune ».  Diffusion : le lundi 27 septembre 1965.
16. Les films : « Grangallo », « Lippy le lion : professeur de golf » et « Tintin : Objectif lune ».  Diffusion : le mardi 28 septembre 1965.
17. Les films : « Grangallo », « Touché la tortue : Touché s’occupe du petit chaperon rouge » et « Tintin : Objectif lune ».  Diffusion : le mercredi 29 septembre 1965.
18. Les films : « Grangallo », « Lippy le lion : espions à la solde de Lilliput » et « Tintin : Objectif lune ».  Diffusion : le jeudi 30 septembre 1965.
19. Les films : « Grangallo », « Wally Gator : quand un alligator rencontre un autre alligator » et « Tintin : Objectif lune ».  Diffusion : le vendredi 1er octobre 1965.
20. Les films : « Roquet, belles oreilles et gracieux ». – « Bozo, le clown : l’épée magique ». – « Tintin : objectif lune ».  Diffusion : le lundi 18 octobre 1965.
21. Bobino et Bobinette se préparent à recevoir l'éventuel premier client de l'auberge.  Monsieur Plumeau se montre intéressé.  Mais viendra-t-il?  On présente dans cet épisode les dessins animés suivants: « Pixie et Dixie: le cousin du Texas ». – « Bozo le clown : l’explosif secret ». – «Les Aventures de Tintin, d'après Hergé: Objectif Lune »: sous-titre: Chute libre.  Diffusion : le mardi 19 octobre 1965[6].
22. « Sire Roquet, belles oreilles, chevalier sans peur ». – « Bozo en pique-nique ». - « Tintin : objectif lune ».  Diffusion : le mercredi 20 octobre 1965.
23. « Le Shérif Roquet, belles oreilles ». – « Bozo : le chat et le paquebot ». - « Tintin : le secret de la licorne ».  Diffusion : le jeudi 21 octobre 1965.
24. Roquet : Pixie, Dixie et le pire des pirates ». – « Bozo : découpures ». - « Tintin : le secret de la licorne ».  Diffusion : le vendredi 22 octobre 1965.
25. Roquet : Pixie, Dixie et le chien  qui a peur des chats ». – « Bozo : garçon d’ascenseur ». - « Tintin : le secret de la licorne ».  Diffusion : le lundi 25 octobre 1965.
26. Roquet et le voleur de bétail ». – « Bozo : visite de l’aquarium ». - « Tintin : le secret de la licorne ».  Diffusion : le mardi 26 octobre 1965.
27. Roquet : police de la route ». – « Bozo : le petit farfadet ». - « Tintin : le secret de la licorne ».  Diffusion : le mercredi 27 octobre 1965.
28. Roquet : Pixie, Dixie dans la souris volante ». – « Bozo : le chat dans le sac ». - « Tintin : le secret de la licorne ».  Diffusion : le jeudi 28 octobre 1965.
29. Roquet : Pixie, Dixie dans la place à Jules ». – « Bozo : en route vers la lune ». - « Tintin : le secret de la licorne ».  Diffusion : le vendredi 29 octobre 1965.
30. Roquet, belles oreilles et gracieux ». – « Bozo : le dragon vorace ». - « Tintin : le secret de la licorne ».  Diffusion : le mardi 2 novembre 1965.
31. Roquet : Pixie, Dixie dans l’espace ». – « Bozo : histoire de crocodile ». - « Tintin : le trésor de Rackham le rouge ».  Diffusion : le mercredi 3 novembre 1965.
32. Roquet : Pixie, Dixie et Jules et fils ». – « Bozo : la boîte sauteuse ». - « Tintin : le trésor de Rackham le rouge ».  Diffusion : le jeudi 4 novembre 1965.
33. Roquet pompier ». – « Bozo : la chasse au diamant ». - « Tintin : le trésor de Rackham le rouge ».  Diffusion : le vendredi 5 novembre 1965.
34. Roquet : le tapis volant ». – « Bozo : Loco ». - « Tintin : le secret de la licorne ».  Diffusion : le lundi 8 novembre 1965.
35. Roquet : sergent d’enfance ». – « Bozo : Filou loue son avion ». - « Tintin : le secret de la licorne ».  Diffusion : le mardi 9 novembre 1965.
36. Roquet : gare aux moustiques ». – « Bozo : l’eau instantanée ». - « Tintin : le Trésor de Rackham le rouge ».  Diffusion : le mercredi 10 novembre 1965.
37. Roquet : Pixie, Dixie et le judo nippon ». – « Bozo : le château hanté ». - « Tintin : le trésor de Rackham le rouge ».  Diffusion : le jeudi 11 novembre 1965.
Extrait de La Semaine à Radio-Canada, semaine du 20 au 26 novembre 1965, page 32 :
« […] À la télévision, le Défilé du Père Noël sera présenté de 11 h. 30 à midi trente [le samedi 20 novembre 1965].  Réalisé par Gilles Sénécal, le défilé aura comme commentateurs deux personnages bien connus des benjamins : Bobino et Bobinette, alias Guy Sanche et Paule Bayard. »
38. « Bip et Véronique : le matin, je me réveille en chantant ». – « Bozo : un vrai gorille ». – « Tintin : l’étoile mystérieuse ».  Diffusion : le lundi 6 décembre 1965.
39. « Bip et Véronique : le chat dans la nuit ». – « Bozo est décoré ». – « Tintin : l’étoile mystérieuse ».  Diffusion : le mardi 7 décembre 1965.
40. « Bip et Véronique : le rayon de lune ». – « Bozo en fusée ». – « Tintin : l’étoile mystérieuse ».  Diffusion : le mercredi 8 décembre 1965.
41. « Bip et Véronique : c’est une drôle de vie ». – « Bozo : un cheval de bataille ». – « Tintin : l’étoile mystérieuse ».  Diffusion : le jeudi 9 décembre 1965.
42. « Bip et Véronique : une noix ». – « Bozo : Syrrius, royaume des chiens ». – « Tintin : l’étoile mystérieuse ».  Diffusion : le lundi 13 décembre 1965.
43. « Bozo : voyage en ballon ». –  « Le Manège enchanté ». - « Tintin : l’île noire ».  Diffusion : le mardi 14 décembre 1965.
44. « Bozo : le serpent de mer ». –  « Le Manège enchanté ». - « Tintin : l’île noire ».  Diffusion : le mercredi 15 décembre 1965.
45. « Bozo : le tapis volant ». –  « Le Manège enchanté ». - « Tintin : l’île noire ».  Diffusion : le jeudi 16 décembre 1965.
46. « Bozo : le kangarou ». –  « Le Manège enchanté ». - « Tintin : l’île noire ».  Diffusion : le lundi 20 décembre 1965.
47. « Bozo et le lion ». –  « Le Manège enchanté ». - « Tintin : l’île noire ».  Diffusion : le mardi 21 décembre 1965.
48. « Bozo et le torero ». –  « Le Manège enchanté ». - « Tintin : l’île noire ».  Diffusion : le mercredi 22 décembre 1965.
49. « Bozo : l’espion international ». –  « Le Manège enchanté ». - « Tintin : l’île noire ».  Diffusion : le jeudi 23 décembre 1965.
50. « Bozo : le lion dompteur ». –  « Le Manège enchanté ». - « Tintin : l’île noire ».  Diffusion : le lundi 27 décembre 1965.
51. « Bozo sauve le magot ». –  « Le Manège enchanté ». - « Tintin : l’île noire ».  Diffusion : le mardi 28 décembre 1965.
52. « Bozo : le butin et les mutins ». –  « Le Manège enchanté ». - « Tintin : l’île noire ».  Diffusion : le mercredi 29 décembre 1965.
53. « Le Robot de Bozo ». –  « Le Manège enchanté ». - « Tintin : le crabe aux pinces d’or ».  Diffusion : le jeudi 30 décembre 1965.
54. « Bozo : douteuse acquisition ». –  « Le Manège enchanté ». - « Tintin : le crabe aux pinces d’or ».  Diffusion : le vendredi 31 décembre 1965.
55. « Bozo : le manoir hanté ». –  « Le Manège enchanté ». - « Tintin : le crabe aux pinces d’or ».  Diffusion : le lundi 3 janvier 1966.
56. « Bozo : coureur malgré lui ». –  « Le Manège enchanté ». - « Tintin : le crabe aux pinces d’or ».  Diffusion : le mardi 4 janvier 1966.
57. « Bozo dans la lune ». –  « Le Manège enchanté ». - « Tintin : le crabe aux pinces d’or ».  Diffusion : le mercredi 5 janvier 1966.
58. « Bozo : l’île flottante ». –  « Le Manège enchanté ». - « Tintin : le crabe aux pinces d’or ».  Diffusion : le jeudi le 6 janvier 1966.
59. « Bozo à la vedettite ». –  « Le Manège enchanté ». - « Tintin : le crabe aux pinces d’or ».  Diffusion : le vendredi 7 janvier 1966.
60. « Bozo : la course d’avion ». –  « Le Manège enchanté ». - « Tintin : le crabe aux pinces d’or ».  Diffusion : le lundi 10 janvier 1966.
61. « Bozo : défense de fumer ». –  « Le Manège enchanté ». - « Tintin : le crabe aux pinces d’or ».  Diffusion : le mardi 11 janvier 1966.
62. « Bozo : l’énigme du sphinx ». –  « Le Manège enchanté ». - « Tintin : le crabe aux pinces d’or ».  Diffusion : le mercredi 12 janvier 1966.
63. « Bozo : l’éléphant savant ». –  « Le Manège enchanté ». - « Tintin : le crabe aux pinces d’or ».  Diffusion : le jeudi 13 janvier 1966.
64. « Bozo : auto-hypnotisme ». –  « Le Manège enchanté ». - « Tintin : le crabe aux pinces d’or ».  Diffusion : le vendredi 14 janvier 1966.
65. « Le Chevalier Bozo et le dragon ». –  « Le Manège enchanté ». - « Tintin : le crabe aux pinces d’or ».  Diffusion : le lundi 17 janvier 1966.
66. « Bozo : drôle d’hélicoptère ». –  « Le Manège enchanté ». - « Tintin : le crabe aux pinces d’or ».  Diffusion : le mardi 18 janvier 1966.
67. « Bozo et le monstre ». –  « Le Manège enchanté ». - « Tintin : le crabe aux pinces d’or ».  Diffusion : le mercredi 19 janvier 1966.
68. « Bozo et le petit chaperon rouge ». –  « Le Manège enchanté ». - « Tintin : le crabe aux pinces d’or ».  Diffusion : le vendredi 21 janvier 1966.
69. Un spectacle pour l'auberge (Décor: à l'Auberge) Bobinette prépare un grand spectacle vocal pour divertir les clients de l'auberge.  Diffusion: le jeudi 24 février 1966.  Une adaptation de ce texte se retrouve sur le disque: "Bobino et Bobinette vol.3 À l'auberge"[5].
70. « Bozo : le navire pirate », « Manège » et « Wally Gator : les navets tentateurs ». Diffusion : le lundi 21 mars 1966.
71. « Bozo : un jonc précieux », « Manège » et « Touché la tortue : le serpent de mer ». Diffusion : le mardi 22 mars 1966.
72. « Bozo : le robot et l’espace », « Manège » et « Wally Gator : évasions ». Diffusion : le jeudi 24 mars 1966.
73. « Bozo : le chevalier sans reproche », « Manège » et « Touché la tortue : l’insecte et le canard ». Diffusion : le vendredi 25 mars 1966.
74. « Bozo : le loup et le lapin », « Manège » et « Wally Gator : cohabitation difficile ». Diffusion : le mardi 29 mars 1966.
75. « Bozo joue aux quilles », « Manège » et « Touché la tortue : le fantôme ». Diffusion : le mercredi 30 mars 1966.
76. « Bozo : l’oiseau malin », « Manège » et « Lippy le lion : écumons les mers ». Diffusion : le jeudi 31 mars 1966.
77. « Bozo : le vendeur à domicile », « Manège » et « Wally Gator : marions Wally ». Diffusion : le vendredi 1er avril 1966.
78. « Bozo : l’attrape-nigaud », « Le Manège enchanté » et « Lippy le lion : la charge de la brigade des jeux ». Diffusion : le lundi 11 avril 31 mars 1966.
79. « Bozo : la chasse aux Visages pâles », « Le Manège enchanté » et « Wally Gator : changement de costume ». Diffusion : le mardi 12 avril 1966.
80. « Bozo », « Le Manège enchanté » et « Touché la tortue : héros du voleur ». Diffusion : le mercredi 13 avril 1966.
81. « Bozo au Far-West », « Le Manège enchanté » et « Lippy le lion: on tourne ». Diffusion : le jeudi 14 avril 1966.
82. « Bozo : le cheval ailé », « Le Manège enchanté » et « Wally Gator : Wally matelot ». Diffusion : le vendredi 15 avril 1966.
83. « Bozo : le pêche à la baleine », « Le Manège enchanté » et « Touché la tortue : le robot pensant ». Diffusion : le lundi 18 avril 1966.
84. « Bozo, le torero », « Le Manège enchanté » et « Lippy le lion : Jérémie quart de seconde ». Diffusion : le mardi 19 avril 1966.
85. « Bozo : les souliers volants », « Le Manège enchanté » et « Wally Gator ». Diffusion : le mercredi 20 avril 1966.
86. « Bozo : le gorille pilote », « Le Manège enchanté » et « Touché la tortue : la chauve-souris et le diamant ». Diffusion : le jeudi 21 avril 1966.
87. « Bozo devient vedette », « Le Manège enchanté » et « Lippy le lion : là-haut sur la montagne ». Diffusion : le vendredi 22 avril 1966.
88. « Bozo : Béatrice s’en mêle », « Le Manège enchanté » et « Touché la tortue : le chevalier noir ». Diffusion : le lundi 9 mai 1966.
89. « Bozo en montagne », « Le Manège enchanté » et « Lippy le lion : le violon voleur ». Diffusion : le mardi 10 mai 1966.
90. « Bozo : le vol au musée », « Le Manège enchanté » et « Touché la tortue : feu et flamme ». Diffusion : le jeudi 12 mai 1966.
91. « Bozo : histoire d’ours », « Le Manège enchanté » et « Wally Gator : Riri réveillé ». Diffusion : le lundi 16 mai 1966.
92. « Bozo fait du cinéma », « Le Manège enchanté » et « Wally Gator : l'alligator dans la baignoire ». Diffusion : le jeudi 19 mai 1966.
93. « Grand Galop ». – « Le Manège enchanté ». – « Touché la tortue : le loup aime l’agneau ».  Diffusion : le vendredi 20 mai 1966.
94. « Grand Galop ». – « Le Manège enchanté ». – « Wally aime conduire ».  Diffusion : le mardi 24 mai 1966.
95. « Grand Galop ». – « Le Manège enchanté ». – « Touché la tortue : sorts de toutes sortes ».  Diffusion : le mercredi 25 mai 1966.

Du lundi 30 mai au vendredi 2 septembre 1966, Bobino est diffusé pour la période estivale de 16 h 30 à 17 h.  Aucun synopsis disponible.
Source : La Semaine à Radio-Canada et Ici Radio-Canada - horaire de la télévision